# Characidium purpuratum
Characidium purpuratum е вид лъчеперка от семейство Crenuchidae. Видът не е застрашен от изчезване.

## Разпространение и местообитание
Разпространен е в Еквадор и Колумбия.
Обитава сладководни басейни и реки.

## Описание
На дължина достигат до 5,3 cm.
Популацията на вида е стабилна.